# Pseudomonadota
Die Pseudomonadota (synonym Proteobacteria) stellen eine der größeren als Abteilungen oder als Stämme (im Sinne von Phylum) angesehenen Gruppen der Domäne der Bakterien dar. Zu ihnen gehören viele wichtige stickstofffixierende Bakterien und Krankheitserreger. 
Der Name Proteobacteria ist vom griechischen Gott Proteus abgeleitet, der seine Form wechseln konnte, und bezieht sich auf die Vielfalt von Formen in dieser Gruppe. Sie ist daher nicht morphologisch, sehr wohl aber durch verwandte RNA-Sequenzen definiert. Die Zellwände der Proteobacteria bestehen insbesondere aus ein- bis wenigschichtigem Murein und Lipopolysacchariden, daher sind sie gramnegativ. Einige Arten reagieren allerdings auch gram-variabel, wie z. B. Azospirillum brasilense und Arten von Methylobacterium. Viele Arten besitzen Geißeln, andere sind in der Lage, zu gleiten.
Einige Untergruppen wie die Rhodospirillaceae (Purpurbakterien) und Chromatiaceae (Schwefel-Purpurbakterien) sind in der Lage, unter anoxischen Bedingungen anoxygene Photosynthese zu betreiben. Sie benutzen dafür organische Stoffe, Schwefelwasserstoff, Schwefel oder Wasserstoff als Elektronen-Donor und produzieren daher keinen elementaren Sauerstoff.
Die Untergruppe der Myxobacteria steht bisher als einzige bekannte Gruppe von Proteobakterien im Übergangsfeld zwischen einzelliger und mehrzelliger Lebensweise. Myxobakterien bilden vielzellige Fruchtkörper mit Sporen, eine Konvergenz zu den Schleimpilzen.
Die Proteobacteria waren zunächst in fünf Hauptgruppen eingeteilt, die als Klasse angesehen wurden, und die griechischen Buchstaben Alpha bis Epsilon als Präfix erhielten: Alphaproteobacteria, Betaproteobacteria, Gammaproteobacteria, Deltaproteobacteria und Epsilonproteobacteria. Im Laufe der Zeit sind vier weitere Klassen beschrieben worden (Stand 2020), die „Zetaproteobacteria“, Acidithiobacillia, Hydrogenophilalia und Oligoflexia.
Die Mitochondrien der Eukaryonten, aller Lebewesen mit einem Zellkern, stammen möglicherweise von endosymbiontischen Proteobakterien ab (Siehe: Endosymbiontenhypothese).

## Systematik
Im Folgenden werden einige wichtige Ordnungen, Familien und Gattungen der acht Klassen der Proteobakterien aufgeführt. Der Artikel Systematik der Bakterien gilt in der Wikipedia als Referenz und enthält eine größere Auswahl an Taxa im Phylum Proteobacteria.

### Acidithiobacillia
- Ordnung I. Acidithiobacillales

- Familie Acidithiobacillaceae

- Genus Acidithiobacillus

- Familie Thermithiobacillaceae

- Genus Thermithiobacillus

### Alphaproteobacteria
- Ordnung I. Rhodospirillales

- Familie I. Rhodospirillaceae (nicht Schwefel verarbeitende Purpurbakterien)
- Familie II Acetobacteraceae; triv. Essigsäurebakterien (Essig)

- Ordnung II. Rickettsiales
- Ordnung VI. Rhizobiales

- Familie I. Rhizobiaceae

- Genus I. Rhizobium

- Familie II. Bartonellaceae
- Familie III. Brucellaceae

und andere Taxa

### Betaproteobacteria
- Ordnung I. Burkholderiales
- Ordnung IV. Neisseriales

- Familie I. Neisseriaceae

- Genus I. Neisseria
- Genus IX. Kingella

und andere Taxa

### Gammaproteobacteria
- Ordnung I. Chromatiales

- Familie I. Chromatiaceae (triv. Schwefel-Purpurbakterien)
- Familie II. Ectothiorhodospiraceae

- Ordnung II. „Xanthomonadales“

- Familie I. „Xanthomonadaceae“

- Genus I. Xanthomonas
- Genus VII. Stenotrophomonas

Innerhalb vom LPSN (List of Prokaryotic names with Standing in Nomenclature), eine wichtige Auflistung der Systematik der Bakterien, wird die Ordnung Xanthomonadales nicht mehr aufgeführt. Diese Ordnung und die einzige zugestellte Familie Xanthomonadaceae wurden aufgrund neuerer Untersuchungen aufgelöst. Viele der Gattungen werden nun zu der Ordnung Lysobacterales gestellt, andere werden noch keiner speziellen Ordnung zugeordnet. Allerdings ist die alte Systematik durchaus noch in Gebrauch und wird so z. B. in der Taxonomiedatenbank des NCBI (National Center for Biotechnology Information), eine wichtige Quelle für Informationen zu Bakterien, auch noch genutzt.
- Ordnung IV. Thiotrichales

- Familie I. Thiotrichaceae

- Genus VII. Thiomargarita

- Ordnung VIII. Pseudomonales

- Familie I. Pseudomonaceae

- Genus I. Pseudomonas

- Familie II. Moraxellaceae

- Genus I. Moraxella
- Genus II. Acinetobacter

- Ordnung X. „Vibrionales“

- Familie I. Vibrionaceae

- Genus I. Vibrio

- Ordnung XII. Enterobacterales, zuvor als Ordnung „Enterobacteriales“ bezeichnet

- Familie Budviciaceae
- Familie Enterobacteriaceae
- Familie Erwiniaceae
- Familie Hafniaceae
- Familie Morganellaceae
- Familie Pectobacteriaceae
- Familie Thorselliaceae
- Familie Yersiniaceae

- Ordnung XIII. Pasteurellales

- Familie I. Pasteurellaceae

- Genus I. Pasteurella
- Genus III. Haemophilus

- Ordnung XIV. Oceanospirillales

- Familie I. Alcanivoracaceae
- Familie II. Hahellaceae
- Familie III. Halomonadaceae

- Genus I. Halomonas

- Familie IV. Litoricolaceae
- Familie V. Oceanospirillacae
- Familie VI. Oleiphilaceae
- Familie VII. „Saccharospirillaceae“

und andere Taxa

### Hydrogenophilalia
- Ordnung I. Hydrogenophilales

- Familie Hydrogenophilaceae

mit nur einer Gattung, Hydrogenophilus

### Deltaproteobacteria
- Ordnung I. Desulfovibrionales

- Familie I. Desulfovibrionaceae

- Genus Desulfovibrio

- Ordnung II. Myxococcales (Myxobakterien)

- Familie Myxococcaceae

- Ordnung Bdellovibrionales

- Familie Bdellovibrionaceae

- Genus Bdellovibrio

und andere Taxa

### Epsilonproteobacteria
- Ordnung Campylobacterales

- Familie Campylobacteraceae

- Genus Campylobacter

- Familie Helicobacteraceae

- Genus Helicobacter

- Ordnung Nautiliales

- Familie Nautiliaceae

- Genus Nautilia

und andere Taxa

### Oligoflexia
- Ordnung I. Oligoflexales

- Familie Oligoflexaceae

- Genus Oligoflexus

- Ordnung II. Silvanigrellales

- Silvanigrellalaceae

- Genus Silvanigrella

### „Zetaproteobacteria“
- Familie „Mariprofundaceae“, mit der Gattung Mariprofundus (Typusart M. ferrooxydans)